# Marino Ascanio Caracciolo
Marino Ascanio Caracciolo (ur. w 1468 w Neapolu, zm. 28 stycznia 1538 w Mediolanie) – włoski kardynał.

## Życiorys
Urodził się w 1468 roku w Neapolu, jako syn Domizia i Martuscelli Caracciolów. Studiował w Mediolanie, a następnie został ambasadorem Mediolanu w Rzymie i protonotariuszem apostolskim. Leon X mianował go nuncjuszem na sejm Rzeszy w Wormacji, a Maksymilian I powołał go na urząd ambasadora przed Henrykiem VIII. 18 stycznia 1524 roku został mianowany biskupem Katanii, jednak już 24 lipca zrezygnował z tej funkcji. Po śmierci swojego brata Scipione ponownie objął diecezję w 1529 roku i zarządzał nią przez rok. 21 maja 1535 roku został kreowany kardynałem in pectore. Jego nominacja na kardynała diakona została ogłoszona dziesięć dni później i nadano mu diakonię Santa Maria in Aquiro. Wraz z Agostino Trivulzio i Francisco Quiñonesem został legatem papieskim, by zapewnić pokój pomiędzy Ferdynandem Habsburgiem a Franciszkiem Walezjuszem. W okresie 1536–1537 ponownie pełnił funkcję biskupa Katanii. Zmarł 28 stycznia 1538 roku w Mediolanie.